# Rhantus suturellus
Rhantus suturellus är en skalbaggsart som först beskrevs av Harris 1828.  Rhantus suturellus ingår i släktet Rhantus och familjen dykare. Arten är reproducerande i Sverige. Inga underarter finns listade i Catalogue of Life.

## Bildgalleri

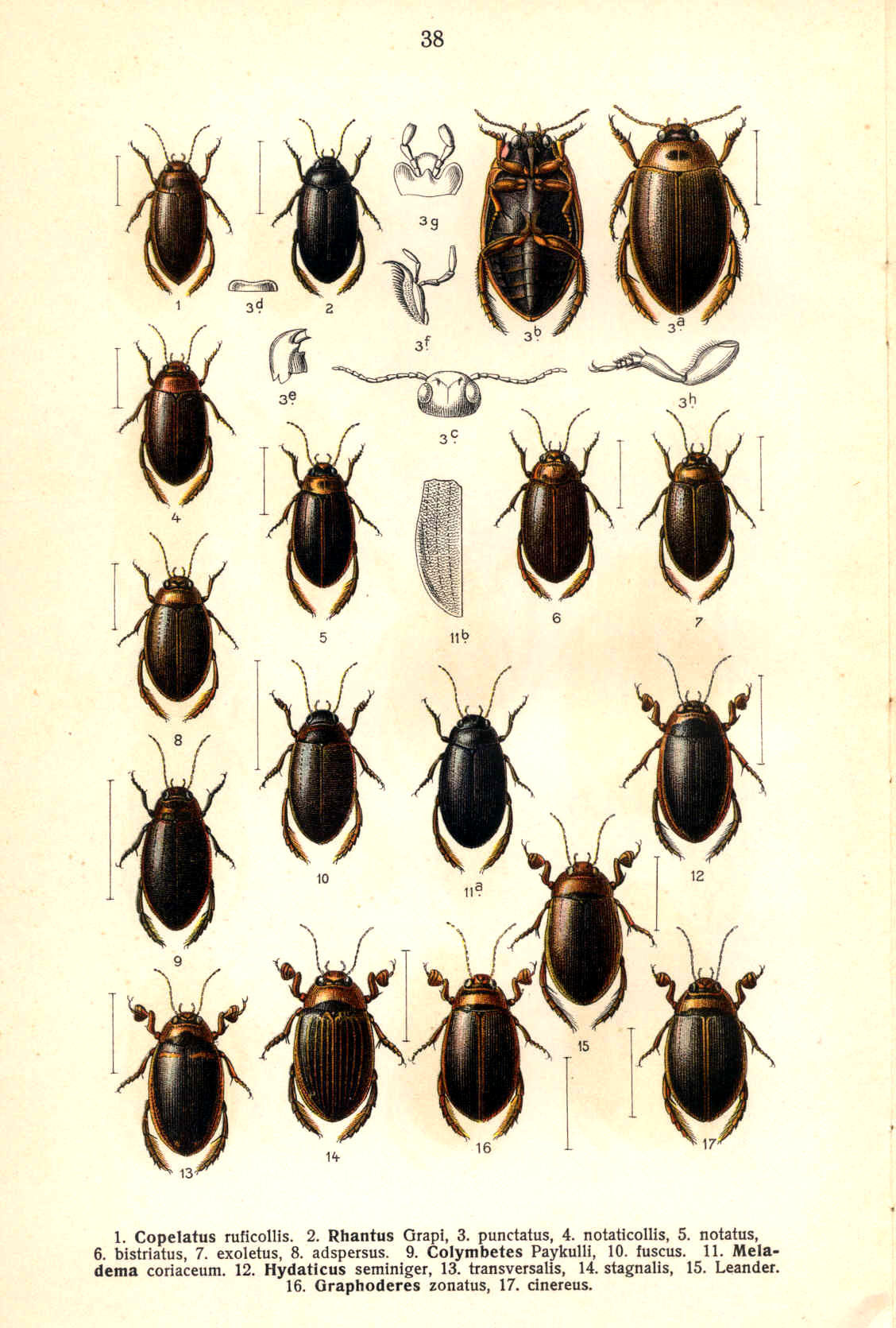
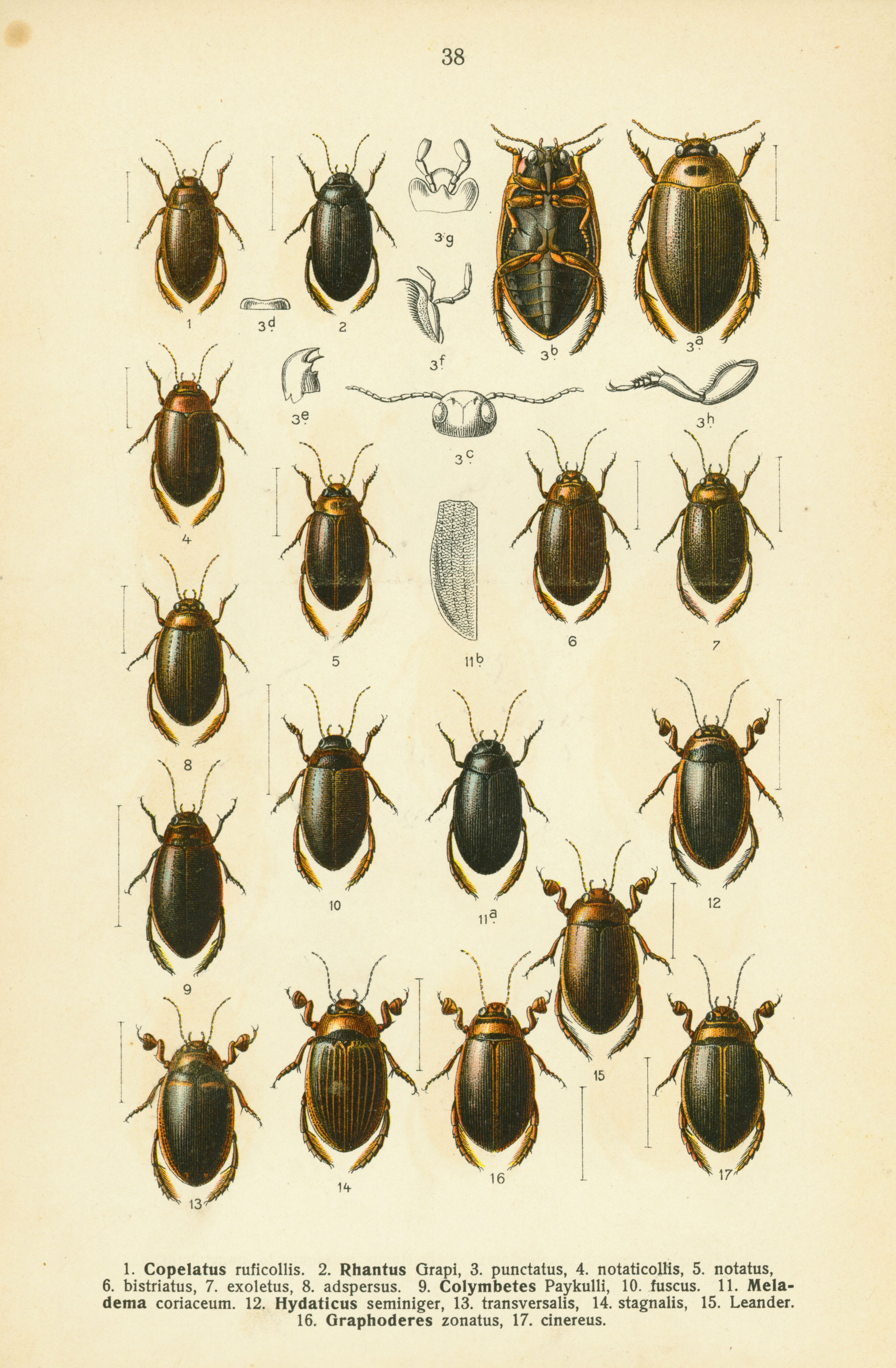
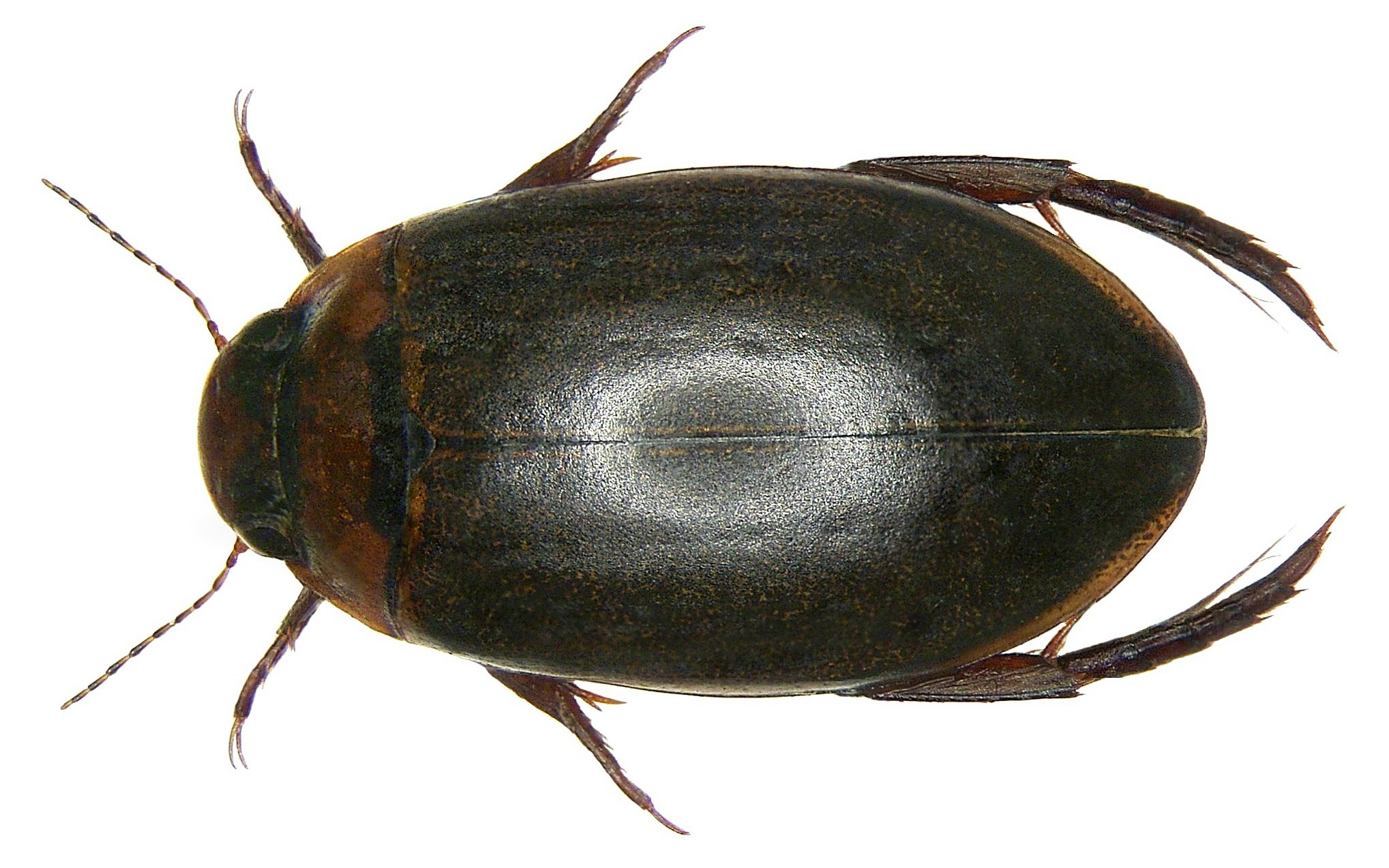